# 정점식
정점식(鄭点植, 1965년 7월 15일~)은 대한민국의 법조인, 정치인이며, 제20·21·22대 국회의원이다.
1988년 30회 사법시험에 합격하여 검사로 활동하다가 2017년 6월 8일에 대검찰청 공안부장을 사직하고 변호사로 개업하였다. 2019년 3월 11일에 4·3 보궐선거 경상남도 통영시·고성군 자유한국당 후보로 공천되었고, 4월 3일 치러진 보궐선거에서 제20대 국회의원으로 당선되었고, 제21대 국회의원 선거와 제22대 국회의원 선거에서 당선되며 3선 국회의원이 되었다.

## 학력
- 1974년 대성국민학교 졸업
- 1980년 고성중학교 졸업
- 1983년 창원 경상고등학교 졸업
- 1988년 서울대학교 법과대학 법학 학사
- 1994년 서울대학교 대학원 법학 석사

## 경력
- 1988년: 제30회 사법시험 합격
- 1991년: 제20기 사법연수원 수료
- 2003년 2월~2003년 8월: 부산지방검찰청.부부장검사
- 2003년 8월~2005년 4월: 서울지방검찰청 부부장검사
- 2005년 4월~2006년 2월: 울산지방검찰청 형사2부장검사
- 2006년 2월~2007년 3월: 제36대 춘천지방검찰청 속초지청장
- 2007년 3월~2008년 3월: 대검찰청 공안2과장
- 2008년 3월~2009년 1월: 대검찰청 공안1과장
- 2009년 1월~2009년 8월: 서울중앙지방검찰청 공안1부장검사
- 2009년 8월~2010년 8월: 제45대 창원지방검찰청 통영지청장
- 2010년 8월~2011년 8월: 부산지방검찰청 2차장검사
- 2011년 8월~2012년 7월: 서울중앙지방검찰청 2차장검사
- 2012년 7월~2013년 4월: 제5대 수원지방검찰청 안양지청장
- 2013년 4월~2013년 12월: 서울고등검찰청 공판부장, 검사장
- 2013년 9월~2015년 1월: 법무부 위헌정당·단체 관련 대책 TF 팀장, 검사장
- 2013년 12월~2015년 2월: 법무연수원 기획부장, 검사장
- 2015년 2월~2017년 6월: 대검찰청 공안부장, 검사장
- 2017년 6월: 법무연수원 연구위원
- 2017년 9월~2019년 4월: 법무법인 아인 대표변호사
- 2018년 3월~2019년 4월: 녹원씨엔아이 사외이사
- 2019년 4월 3일: 2019년 재보궐선거 당선(경남 통영시·고성군, 자유한국당, 초선)
- 2019년 4월~2020년 2월: 자유한국당 원내부대표
- 2019년 4월~2020년 2월: 자유한국당 법률자문위원회 부위원장
- 2019년 5월~2020년 2월: 자유한국당 경상남도당 통영시·고성군 당원협의회 위원장
- 2019년 5월 : 여의도연구원 차세대브랜드위원회 고문
- 2019년 7월: 자유한국당 재해대책위원회 부위원장
- 2019년 7월: 자유한국당 에너지정책 파탄 및 비리 진상규명 특별위원회 위원
- 2019년 8월: 자유한국당 강성귀족노조개혁특별위원회 위원
- 2019년 9월: 자유한국당 경상남도당 수석부위원장
- 2020년 2월~2020년 5월: 미래통합당 원내부대표
- 2020년 2월~2020년 7월: 미래통합당 법률자문위원회 부위원장
- 2020년 4월 15일: 대한민국 제21대 국회의원 선거 당선(경남 통영시·고성군, 미래통합당, 재선)
- 2020년 5월~2020년 9월: 미래통합당 경상남도당 통영시·고성군 당원협의회 위원장
- 2020년 7월~2020년 9월: 미래통합당 법률자문위원회 위원장
- 2020년 8월~2020년 9월: 미래통합당 이상직의원-이스타 비리의혹 진상규명 태스크포스 위원
- 2020년 9월~2021년 8월: 국민의힘 법률자문위원회 위원장
- 2020년 9월~2024년 1월: 국민의힘 경상남도당 통영시·고성군 당원협의회 위원장
- 2020년 9월 : 국민의힘 이상직의원-이스타 비리의혹 진상규명 태스크포스 위원
- 2020년 9월 : 국민의힘 북한의 우리 국민 사살·화형 만행 진상조사 태스크포스 위원
- 2020년 12월~2021년 3월: 2021년 재보궐선거 국민의힘 공천관리위원회 위원
- 2021년 3월~2021년 4월: 2021년 재보궐선거 국민의힘 중앙선거대책위원회 문재인 정권 선거공작 저지 및 법률자문본부장
- 2021년 5월~2021년 6월: 국민의힘 전당대회 선거관리위원회 위원
- 2021년 6월 : 국민의힘 군 성범죄 진상규명 및 재발 방지 특별위원회 위원
- 2021년 8월~2021년 11월: 제20대 대통령 선거 국민의힘 윤석열 대통령 경선후보 국민캠프 공정과 상식 위원회 위원장
- 2021년 11월~2022년 1월: 제20대 대통령 선거 국민의힘 윤석열 대통령 후보 선거대책위원회 중앙선거대책위원회 클린선거전략본부 네거티브검증단장
- 2021년 12월~2022년 3월: 제20대 대통령 선거 국민의힘 경남을 살리는 선거대책위원회 선거대책위원장단 공동선거대책위원장
- 2022년 1월~2022년 3월: 국민의힘 대장동 개발 비리 특혜 의혹 의문사진상규명위원회 간사
- 2022년 1월~2022년 3월: 제20대 대통령 선거 국민의힘 윤석열 대통령 후보 선거대책본부 클린선거전략본부 네거티브검증단장
- 2022년 3월~2022년 5월: 제8회 전국동시지방선거 국민의힘 공천관리위원회 위원
- 2022년 7월~2023년 7월: 국민의힘 경상남도당 위원장
- 2022년 9월~2023년 3월: 국민의힘 비상대책위원
- 2023년 4월: 국민의힘 전세 사기 피해 대책을 마련하기 위한 당내 TF 위원
- 2023년 9월~2023년 10월: 국민의힘 대선 공작 게이트 진상조사단 위원
- 2023년 11월~2024년 4월: 국민의힘 공정선거 제도개선 특별위원회 위원
- 2024년 3월~2024년 4월: 제22대 국회의원 선거 국민의힘「국민 희망의 길」 경남선거대책위원회 공동선거대책위원장
- 2024년 4월 10일: 대한민국 제22대 국회의원 선거 당선(경남 통영시·고성군, 국민의힘, 3선)
- 2024년 5월~: 국민의힘 경상남도당 통영시·고성군 당원협의회 위원장
- 2024년 5월~2024년 8월: 국민의힘 정책위원회 의장
- 2024년 5월~2024년 7월: 국민의힘 비상대책위원
- 2024년 12월~: 국민의힘 제주공항 여객기 사고 수습 TF 위원
- 2025년 4월~2025년 5월: 국민의힘 제21대 대통령 선거준비위원회 부위원장
- 2025년 5월~2025년 6월: 제21대 대통령 선거 국민의힘 김문수 대통령 후보 클린선거본부장
- 2025년 5월~2025년 6월 제21대 대통령 선거 국민의힘 김문수 대통령 후보 경남 선거대책위원회 총괄선거대책위원장
- 2025년 7월~ 국민의힘 사무총장
- 2025년 7월~2025년 8월: 국민의힘 당대표 및 최고위원 선출을 위한 중앙당 선거관리위원회 부위원장

### 의정 활동
- 2019년 4월 4일~2020년 5월 29일: 제20대 국회의원(경남 통영시·고성군, 자유한국당→미래통합당, 초선)
  - 2019년 4월~2019년 7월: 제20대 국회 후반기 문화체육관광위원회 위원
  - 2019년 7월~2020년 5월: 제20대 국회 후반기 법제사법위원회 위원
  - 2019년 7월~2020년 5월: 제20대 국회 후반기 예산결산특별위원회 위원
  - 2019년 8월: 제20대 국회 후반기 운영위원회 위원
  - 2019년 10월~2020년 5월: 제20대 국회 후반기 운영위원회 위원
- 2020년 5월 30일~2024년 5월 29일: 제21대 국회의원(경남 통영시·고성군, 미래통합당→국민의힘, 재선)
  - 2020년 7월~2021년 9월: 제21대 국회 전반기 농림축산식품해양수산위원회 위원
  - 2020년 7월 : 제21대 국회 전반기 여성가족위원회 위원
  - 2020년 7월~2024년 5월: 대한민국 미래혁신포럼 구성의원
  - 2020년 7월~2024년 5월: 국회 대중문화 미디어 연구회 구성의원
  - 2020년 8월~2021년 6월: 제21대 국회 전반기 운영위원회 위원
  - 2021년 4월~2021년 4월: 제21대 국회 대법관(천대엽) 임명동의에 관한 인사청문특별위원회 간사
  - 2021년 9월~2022년 5월: 제21대 국회 전반기 농림축산식품해양수산위원회 간사
  - 제21대 국회 전반기 농림축산식품해양수산위원회 농림축산식품법안심사소위원회 위원
  - 제21대 국회 전반기 농림축산식품해양수산위원회 해양수산법안심사소위원회 위원
  - 제21대 국회 전반기 농림축산식품해양수산위원회 예산결산심사소위원회 위원장
  - 2021년 10월~2021년 11월: 제21대 국회 감사원장(최재해) 임명동의에 관한 인사청문특별위원회 간사
  - 2021년 12월~2022년 5월: 제21대 국회 정치개혁 특별위원회 위원
  - 2022년 7월~2024년 5월: 제21대 국회 후반기 법제사법위원회 간사
    - 제21대 국회 후반기 법제사법위원회 법안심사제1소위원회 위원
    - 제21대 국회 후반기 법제사법위원회 법안심사제2소위원회 위원장
    - 제21대 국회 후반기 법제사법위원회 예산결산기금심사소위원회 위원장
    - 제21대 국회 후반기 법제사법위원회 예산결산기금심사소위원회 위원

  - 2022년 8월~2023년 5월: 제21대 국회 형사사법체계개혁 특별위원회 간사
  - 2022년 8월~2022년 11월: 제21대 국회 대법관(오석준) 임명 동의에 관한 인사청문 특별위원회 간사
  - 2022년 8월~2023년 5월: 제21대 국회 후반기 예산결산특별위원회 위원
    - 제21대 국회 후반기 예산결산특별위원회 2021회계연도 결산소위원회 위원
    - 제21대 국회 후반기 예산결산특별위원회 예산소위원회 위원

  - 2023.02~2024.05: 제21대 국회 후반기 정보위원회 위원
  - 2023.06~2023.07: 제21대 국회 대법관(권영준·서경환) 임명 동의에 관한 인사청문 특별위원회 간사
  - 2023.09~2023.10: 제21대 국회 대법원장(이균용) 임명 동의에 관한 인사청문특별위원회 간사
  - 2023.11~2023.12: 제21대 국회 후반기 대법원장(조희대) 임명동의에 관한 인사청문특별위원회 간사
  - 2024.05~2024.05: 제21대 국회 후반기 국토교통위원회 위원
  - 2024.05~2024.05: 제21대 국회 후반기 법제사법위원회 위원
- 2024년 5월 30일~: 제22대 국회의원(경남 통영시·고성군, 국민의힘, 3선)
  - 2024.06~: 제22대 국회 전반기 국토교통위원회 위원
    - 제22대 국회 전반기 국토교통위원회 교통법안심사소위원회 위원
    - 제22대 국회 전반기 국토교통위원회 예산결산기금심사소위원회 위원

  - 2024.06~2024.07: 제22대 국회 전반기 예산결산특별위원회 위원
  - 북한 그리고 통일 구성의원
  - 국회 대중문화미디어연구회 구성의원
  - 2024.12~2024. 12. 제22대 국회 헌법재판소 재판관(마은혁·정계선·조한창) 선출을 위한 인사청문 특별위원회 위원
  - 2025. 6.~ 제22대 국회 예산결산특별위원회 위원

## 역대 선거 결과
|  | 59.47% |

|  | 58.35% |

|  | 61.45% |

## 가족 관계
- 배우자: 최영화(1966년~2024년 2월 15일)
  - 자녀: 정윤희, 정원영, 정소영(1남 2녀)

## 소속 정당
| 소속 정당 | 소속 정당  | 소속 기간 | 비고      |
| --------- | ---------- | --------- | --------- |
|           | 자유한국당 | 2019~2020 | 정계 입문 |
|           | 미래통합당 | 2020      | 합당      |
|           | 국민의힘   | 2020~현재 | 당명 변경 |

## 같이 보기
- 통영시·고성군
- 통영시의 국회의원
- 경남 고성군의 국회의원